# 성진우
성진우(본명: 성명관, 1970년 12월 16일 ~ )는 대한민국의 가수이다. 부산에서 출생한 그의 현재 거주지는 서울 서대문구 북아현동이다.

## 생애
성진우는 1970년 12월 16일에 부산에서 1남 2녀 중 장남으로 태어났다. 6세에 가족들이 서울 북아현동으로 이사하여 1989년에 한성고를 졸업하였다.
서울 한성고등학교 3학년 시절(1988년)부터 교내 록 음악 밴드 보컬리스트 겸 기타리스트 활약을 하였으며 1989년 한성고등학교 졸업, 1년간 기타 연주를 취미로써 즐기다가 이듬해 1990년 언더그라운드 라이브 하우스에서 록 밴드 활동으로써 가수 첫 데뷔한 그는 1990년 당시 친구들과 5인조 록 음악 밴드 'DMZ'를 결성하여 기타리스트로 활동하였다. 이후 대한민국 육군에 입대하여 병장 전역하였다. 그리고 1994년 말에 당시 프로듀서로서 활동하던 가수 태진아와의 만남으로 진아기획에 영입되어 제1호 가수로 1집《Virgin Flight》를 발표하며 가요계에 정식으로 데뷔하였다.
《Virgin Flight》의 타이틀 곡 〈포기하지마〉는 주영훈이 작사하고 작곡한 곡으로 데뷔와 동시에 성진우는 일약 스타덤에 올랐다. 〈포기하지마〉의 폭발적인 히트로 1995년에 SBS 가요대전 신인가수상, 스포츠서울 신인가수상, KBS 가요대상 신인가수상, 골든디스크 신인가수상 등 여러 상을 수상하였다. 1995년에는 어린이들이 주로 부르는 만화 주제가와는 달리 SBS 어린이 만화《고슴도치 소닉》의 락 스타일 주제가를 불렀다. 1996년에 2집《애인 만들기》의 타이틀 곡〈애인 만들기〉 도 역시 주영훈이 작사하고 작곡하였으며 발표한 지 1개월 만에 가요 프로그램에서 10위 권에 들어갈 만큼 많은 인기를 얻었다. 1997년에는 3집《AC/ DC》를 발표하였다. 3집 수록곡이자 〈너의 얘기를〉 은 당시《가요 톱 10》에서 1위 자리를 경쟁할 정도였다.
데뷔와 동시에 꾸준히 인기를 얻고 있던 성진우는 태진아에게 캐스팅 되어 가수로 활동하던 배우 김자옥의 신드롬으로 소속사 내의 지위가 위축된 점과 비롯하여 한동안 슬럼프를 겪었다. 1998년 배우 이의정과 열애로 세간의 화제를 모았고 1999년 4집《돌아보지마》를 발표하여 활동하다가 도로교통법 위반 혐의로 진아기획과의 계약을 해지하고 활동을 중단하였다.
2004년에 5년만에 5집《이별을 얕봤다》로 가수로 복귀하였으나 결국 실패하였다. 그러다가 진아기획과 다시 계약하여 2009년에 〈딱이야〉를 발표하였고 다시 대중들에게 인지도를 얻었다.

## 학력
- 서울북성초등학교 (졸업)
- 한성중학교 (졸업)
- 한성고등학교 (졸업)

## 앨범
| 번호 | 음반 정보                                                | 트랙 리스트 |
| ---- | -------------------------------------------------------- | --- |
| 1    | 《Virgin Flight》 - 발매일 : 1994년 12월                 | 1. 포기하지마 2. 이젠 말할 수 있겠네 3. 괜찮아 4. 애별 5. 뜻밖의 행운 6. 작은 두려움 7. 게임 8. 그 날 이후로                                                                                              |
| 2    | 《애인 만들기》 - 발매일 : 1995년                        | 1. 애인 만들기 2. 얼굴 없는 나 3. 잃어버린 나 4. 사의 찬미 5. 나는 나댜로 6. Sailing 7. 후회 8. 뜨거운 안녕 9. 포기하지마                                                                                 |
| 3    | 《AC/DC》 - 발매일 : 1997년 7월                          | 1. AC/ DC 2. 슬픈 시선 3. 제삼의 시간 4. 탈출 5. 너의 얘기를 6. 나의 바램 7. 차가운 불 8. 너랑 안 놀아 9. 내게 다시 돌아와                                                                                |
| 4    | 《돌아보지마》 - 발매일 : 1999년 4월 8일                 | 1. 돌아보지마 2. 별리 3. 추억 4. 영화처럼 5. 미안해요 6. 비애 7. 슬픔 없는 곳에서 8. 변명 9. 낙서 10. 아연지송 11. 포기하지마 12. 너의 얘기를 13. 돌아보지마 (inst)                                       |
| 5    | 《Re》 - 발매일 : 2004년 10월 12일                       | 1. 거짓기도 2. 이별이야 3. 이별을 앝봤다 4. 한사람을 위한 노래 5. 흔한 이별 6. 그대를 사랑합니다 (Love song) 7. 온기 8. 연기 9. 나의 세상 10. 카사노바 11. 이별을 앝봤다 (MR)                             |
| 6    | 《성진우》 - 발매일 : 2009년 3월 5일                     | 1. 딱이야 2. 돌아보지 마요 3. 말이야 4. 포기하지마 5. 너의 얘기를 6. 돌아보지마 7. 이유가 뭘까 8. 제 3의 시간 9. 애인 10. 한사람을 위한 노래 11. 돌아보지 마요 (Inst) 12. 카츄샤의 노래 13. 딱이야 (Inst) |
| 7    | 《2011 히트곡 베스트 앨범》 - 발매일 : 2011년 2월 18일   | 1. 내가 참는다 2. 포기하지마 3. 애인만들기 4. 너의 얘기를 5. 딱이야 6. 돌아보지마 7. 말이야 8. 돌아오지마요 9. 딱이야 (방송용 Inst) 10. 내가 참는다 (방송용 Inst)                                         |
| 8    | 《달고 쓰고 짜고 (달.쓰.짜)》 - 발매일 : 2015년 1월 29일 | 1. 달고 쓰고 짜고 (달.쓰.짜) 2. 모래시계 3. 딱이야 4. 말이야 5. 내가 참는다 6. 돌아 오지 마요 7. 이유가 뭘까 8. 애인 9. 포기하지마 10. 모래시계 (Inst) 11. 달고 쓰고 짜고 (달.쓰.짜) (Inst)               |
| 9    | 《하얀 미소》 - 발매일 : 2017년 7월 27일                 | 1. 하얀 미소 2. 하얀 미소 (Inst) |
| 10   | 《억장》 - 발매일 : 2020년 11월 10일                     | 1. 억장 2. 억장 (Inst) |

## 출연작

### 뮤직비디오
- 2009년 견미리 〈행복한 여자〉
- 2010년 태진아 〈사랑은 돈보다 좋다〉
- 2012년 태진아 〈사랑은 눈물이라 말하지〉

### 방송
- 1999년 가족오락관 게스트
- 2010년 토크 인 가요 고정 게스트
- 2016년 미스터리 음악쇼 복면가왕 - 주간 아이돌
- 2019년 행복한 아침 게스트
- 2021년 개는 훌륭하다 게스트

### 광고
- 1995년 빙그레 더위사냥 400

## 수상
- 1995년 SBS 스타상 신인가수상
- 1995년 스포츠서울 신인가수상
- 1995년 KBS 가요대상 올해의 가수상
- 1995년 하이원 서울가요대상 신인가수상
- 1995년 MBC 일간스포츠 골든디스크 신인가수상

### 가요 프로그램 1위
| 연도   | 수상 내역                                    |
| ------ | -------------------------------------------- |
| 1995년 | - 포기하지마 - 6월 21일 KBS 《가요톱텐》 1위 |